# Slangeurt-slægten
Slangeurt (Bistorta) er en lille slægt, som er udbredt med nogle få arter i Europa, Asien og Nordamerika. Det er stauder med en kraftig rodstok, rosetstillede blade og oprette, bladbærende skud med endestillede aks af små blomster.

| Beskrevne arter |

- Tæppepileurt (Bistorta affinis)
- Kærtepileurt (Bistorta amplexicaulis)
- Slangeurt (Bistorta officinalis)
- Topspirende pileurt (Bistorta vivipara)

| Andre arter |

- Bistorta bistortoides
- Bistorta carnea
- Bistorta confusa
- Bistorta elliptica
- Bistorta emodi
- Bistorta griffithii
- Bistorta macrophylla
- Bistorta vacciniifolia[1]